# Энканж
Энка́нж (фр. Hinckange) — коммуна во французском департаменте Мозель региона Лотарингия. Относится к кантону Буле-Мозель.

## География
Энканж расположен в 22 км к востоку от Меца. Соседние коммуны: Меганж и Генкиршан на севере, Руперльданж, Обланж и Оттонвиль на северо-востоке, Булеи-Мозель на востоке, Вольмеранж-ле-Булеи на юге, Шарлевиль-су-Буа на западе, Бюртонкур на северо-западе.

## История
- Деревня зависела от Тройного епископата.
- Крепостной замок был воздвигнут частично на территории епископата Меца и частично на земле герцогства Лотарингия.
- Соседняя коммуна Брекланж была снесена в 1812 году.

## Демография
По переписи 2008 года в коммуне проживало 293 человека.

## Достопримечательности
- Развалины замка де Петранж XIV-XV веков, квадратное основание и две круглые башни.
- Замок де Брекланж в стиле XVIII века.
- Церковь 1778 года.
- Часовня Брекланж 1746 года.

## Известные уроженцы
- Пьер-Луи Пьерсон (фр. Pierre-Louis Pierson; 1822—1913) — французский фотограф.